# Варијабле (психологија)
Варијабла (или променљива) је класа појава или особина које се мењају и појављују у најмање два модалитета. Варијабле представљају особине објекта истраживања.
Према њеној функцији у одређеном истраживању, варијабла може бити зависна и независна. Једна од предности вршења експеримента на психолошкој бази је та да се могу варирати/мењати услови одвијања неке појаве и управо ти услови су независна варијабла, а оно што ће се зависно од њих мењати је зависна варијабла.
Супротан појам од варијабле јесте константа.

## Подела варијабли
Варијабле се могу поделити према: врсти објеката истраживања, начину изражавања вредности и степену контроле.

### Према врсти објеката истраживања
Субјект варијабле (организмичке варијабле) могу бити варијабле стања и варијабле понашања. Субјект варијабле представљају искуство или карактеристику учесника у истраживању које нису од примарног интереса, али без обзира на то могу утицати на резултате студије и стога се морају узети у обзир током експериментисања или анализе података. Примери укључују старост, брачно стање, верску припадност и интелигенцију. Експериментатор не манипулише варијаблом ове врсте, као што то може независном варијаблом, нити се она мења током експеримента, као зависна променљива. Такође се назива позадинска варијабла. Субјект варијабле су трећа категорија варијабли које се често налазе у психолошким истраживањима. 

Субјект варијабле могу бити субјект варијабле стања и субјект варијабле понашања. Субјект варијабле стања су: пол, узраст, тежина субјекта. Субјект варијабле понашања су реакције на стимулусе, попут брзине одговора на драж, број запамћених речи на тесту, врста одговора итд. 
Истраживач прати субјект варијабле како би утврдио да ли имају било какве везе са резултатима. На пример, експериментатор би можда желео да сазна да ли се ефекти лечења разликују у зависности од старости или пола испитаника. Уобичајена врста експеримента који се користи за прикупљање доказа о тврдњама о узроку и последици је експеримент са контролном и експерименталном групом. Једна група, експериментална група, прима третман осмишљен да произведе одређени ефекат (манипулација независном варијаблом). Друга група, контролна група, остаје сама или јој се даје лажни третман (плацебо). Подаци се прикупљају и мере се зависне варијабле. Резултати две групе се упоређују и анализирају како би се утврдило да ли је експериментални третман донео било какву разлику.
Стимулус варијабле су специфичне карактеристике стимулуса или групе стимулуса који су део контекста у којем се понашање догађа. То су често израз или подскуп ваших независних променљивих и коваријација. Примери укључују број предмета, категорију предмета, боју, осветљеност, контраст итд.
Ситуационе варијабле су опште карактеристике о условима у којима се истраживање одвија, на пример ниво буке у просторији, или температура. 

### Према начину изражавања вредности
Нумеричке варијабле (квантитативне) се изражавају бројевима и представљају прецизније податке. Нумеричка варијабла се користи где постоји мерење или број има нумеричко значење. На пример, број откуцаја срца је нумеричка вредност, број чизбургера поједених у сату је нумеричка вредност.
Категоричке варијабле (квалитативне) се користе где је изражавање описно, према особинама категорије. Категоричка варијабла се може изразити као број, али ти бројеви немају исто значење као нумеричка вредност. На пример, ако се проучавају ефекти три различита лека на болест, могу се навести три различита лека, лек 1, лек 2 и лек 3. Међутим, лек три није већи, ни јачи, ни бржи од лека једно. Ови бројеви нису значајни. Категоричке варијабле које нису нумерички дефинисане често се називају чисто квалитативне варијабле.
Да ли је варијабла категоричка или нумеричка зависи од природе варијабле и потребе истраживача.
Ниво прецизности категоризације може се мењати, категорије се могу раздељивати и сажимати. Раздељивање категоризације је подела постојећих категорија на мање категорије, односно поткатегорије. Сажимање категоризације је груписање постојећих категорија у веће, односно наткатегорије. Потребно је пронаћи неку средину, користити категоризацију која није ни превише груба, ни превише фина, с обзиром на појаву која се испитује.

### Према степену контроле
Манипулативне варијабле представљају висок степен контроле. Експериментатор активно манипулише овим варијаблама. Научници врше промене у експериментима да би видели да ли ће те промене изазвати ефекат на нешто што посматрају. Ствар која се намерно мења назива се манипулативна варијабла. Понекад се назива и независном. У експерименту постоји много варијабли које научник треба да прати. Варијабла је све што се може променити у експерименту. Неки примери варијабли укључују пулс тркача, колико пчела дневно посети цвет, температуру воде у акваријуму и колико се квасца додаје у тесто за хлеб. Експериментатор започиње питањем на које треба одговорити, као што је „Која је вежба најефикаснија за повећање брзине откуцаја срца“ Након истраживања, они предвиђају хипотезу. У овом случају, могли би предвидети: „Ако нека особа скаче дизалице, тада ће јој се пулс повећати више од ходања, трчања или играња улова“. У овом примеру манипулисана променљива је врста вежбања: скакање дизалица, ходање, трчање и играње улова.
Селективне варијабле представљају средњи степен контроле. У питању су варијабле које већ имају неке особине по себи, али истраживач пре истраживања бира које ће од њих да користи, односно врши селекцију. Док се код манипулативних варијабли намеће вредност, код селективних су вредности "природно дате".
Регистроване варијабле представљају низак степен контроле. Након одређивања узорка, истраживач може само да забележи ове варијабле, не може да их мења или селектује. Те варијабле нису под контролом истраживача, већ су на известан начин, под контролом објекта истраживања.
Важно је напоменути да степен контроле неке варијабле не зависи само од природе те варијабле, већ и од поступака истраживача. Наиме, једна иста варијабла може да буде у различитим истраживањима под различитим степеном контроле.

## Зависна и независна варијабла
Било која особина на којој се могу регистровати интер-индивидуалне и интра-индивидуалне разлике може бити варијабла. Број могућих варијабли је готово бесконачан. Постоји неколико начина на основу којих се могу разликовати варијабле. Од свих критеријума поделе варијабли, најзначајнији је онај који се односи на улогу коју варијабле могу имати у истраживању, а тиче се основне поделе варијабли на независне и зависне. 
- Зависна варијабла је она променљива за коју настојимо да утврдимо истраживањем да ли и на који начин зависи од независне варијабле. Улогу зависних варијабли имају оне појаве и особине које желимо да упознамо, разумемо и објаснимо.[9]
- Независне варијабле су оне појаве и особине путем којих желимо да разумемо промене у зависној варијабли. По правилу, истраживач полази од претпоставке да зависна варијабла представља исход (ефекат, консеквент, последицу) независне варијабле која јој претходи временски или концептуално и која је стога њен антецендент, односно чинилац, узрок или услов њеног јављања.[3][9]

Улога варијабле у истраживању није одређена природом саме варијабле, већ циљевима истраживања. Другим речима, једна те иста варијабла у једном истраживању може бити независна, док у другом истраживању може имати улогу зависне варијабле. На пример, уколико истраживање има циљ за открије да ли успех на послу зависи од интелигенције, онда је успех на послу зависна варијабла. Са друге стране, уколико истраживањем настојимо да утврдимо да ли успех на послу делује на доживљај личног задовољство, онда је успех на послу независна варијабла.  
Поред зависних и независних, варијабле у истраживању могу имати и друге улоге, попут контролне, модераторске и медијаторске.
Контролна варијабла је варијабла за коју се сматра да има утицај на меру одговора у студији, али која сама по себи није од посебног интереса за истраживача. Да би се уклонили њени ефекти, контролна варијабла се може држати на константном нивоу током студије или се може управљати статистичким средствима.
Медијаторска (посредујућа) варијабла објашњава однос између независне (предикторске) и зависне (критеријумске) варијабле. Објашњава како или зашто постоји веза између две варијабле. Она може бити потенцијални механизам помоћу којег независна варијабла може произвести промене на зависној варијабли. Када се у потпуности узме у обзир медијаторска варијабла, веза између независних и зависних варијабли може нестати. На пример, постоји позитивна веза између вођења белешки и учинка на испиту. Ова повезаност се може објаснити бројем сати учења, што би била медијаторска варијабла.
Модераторска варијабла је варијабла која утиче на јачину релације између предикторске и критеријумске варијабле. Модератори одређују када ће се веза одржати. Може бити квалитативна (нпр. пол, раса, класа...) или квантитативна (нпр. доза лека или ниво награде). Модераторска варијабла је обично термин интеракције у статистичким моделима. На пример, истраживачи процењују ефекте новог лека за холестерол. Истраживачи варирају међу учесницима у минутима дневне вежбе (предиктор/независна варијабла) и мере њихов ниво холестерола након 30 дана (критеријум/зависна варијабла). Они откривају да при малим дозама лекова постоји мала повезаност између вежбања и нивоа холестерола, али при високим дозама лекова постоји огромна повезаност између вежбања и нивоа холестерола. Дозирање лекова ублажава везу између вежбања и нивоа холестерола.

## Односи међу варијаблама
Истраживање се може дефинисати као скуп поступака који за циљ имају да открију, опишу и објасне различите могуће односе међу варијаблама. Једна од релација међу варијаблама је поменути директни однос између независне и зависне варијабле.
Варијабле заузимају централно место у сваком кораку сложеног процеса научног истраживања. Наслови научно-истраживачких радова по правилу садрже имена (зависних) варијабли. Одговори на питања “шта је предмет истраживања”, “који је основни проблем истраживања”, “који су циљеви истраживања и путем којих задатака су они реализовани”, “које су истраживачке хипотезе понуђене” нужно се изражавају у терминима варијабли и њиховог односа. Технике за прикупљање података нису ништа друго до мерни инструменти који се користе да би се утврдиле вредности варијабле за различите објекте истраживања. Коначно, статистичке технике за обраду података и напредни методи статистичког моделовања тестирају претпоставке о односима међу варијаблама.

## Спољне варијабле
Спољне (екстерне) варијабле су оне варијабле које нису укључене у истраживање а које могу да утичу на резултат истраживања и тешко их је контролисати. У истраживању у коме се испитује дејство НВ (независна варијабла) на ЗВ (зависна варијабла), очекује се диференцијални ефекат (различито дејство) НВ на ЗВ тј. да различитим нивоима НВ одговарају различите вредности ЗВ. Међутим, спољне варијабле могу да замагљују ово дејство па варирање вредности ЗВ постаје последица комбинације дејства НВ и спољних варијабли. 
Спољне варијабле се деле по пореклу и по систематичности. По пореклу, спољне варијабле могу бити спољне ситуационе варијабле (потичу од карактеристика ситуације), спољне субјект варијабле (потичу од особина субјеката и могу бити интрасубјективне које се односе на особине једног субјекта и интерсубјективне које се односе на разлике међу особинама различитих субјеката) и спољне експериментаторске варијабле (потичу од особина екпериментатора). По систематичности оне су систематске и несистематске.